# Series juveniles
Una serie juvenil o teen serie es un subgénero audiovisual dirigido principal y específicamente al público juvenil que narra las historias y las vidas de personajes adolescentes.
Las series juveniles surgen como independencia de los perfiles adolescentes en las sitcoms al no contar en ellas con suficiente tiempo de profundización en sus conflictos, pensamientos y tramas. El subgénero permite que los que eran secundarios tengan sus series propias escritas, producidas y pensadas concretamente para su target.
Tradicionalmente se consideran herencia de las películas juveniles o teen movies norteamericanas que presentaban de forma repetitiva los mismos patrones, estereotipos y referencias culturales del adolescente estadounidense: el protagonista atleta, la protagonista animadora, el baile escolar de bienvenida y el de fin de curso.Desde 1949 se ha incluido el perfil adolescente en la producción audiovisual, pero hasta finales del siglo XX y principios del XXI no se le otorgó la categoría propia en ficción.

## Características
Las series juveniles tienen aspectos en común que se repiten independientemente de su carácter nacional e internacional. Dependiendo de su proximidad a la realidad de un joven adolescente, podemos distinguir entre series juveniles realistas, también llamadas teen series al uso, o series juveniles aspiracionales, próximas al subgénero literario young adult.

### Series juveniles realistas
- Sus protagonistas son adolescentes, jóvenes entre 13 y 19 años.
- Los personajes son interpretados por un elenco actoral con una edad real próxima a la edad ficticia de los protagonistas. Cuando esto no se produce, se debe a un interés aspiracional de que el espectador adolescente desee o anhele a ser como el personaje que está visualizando.
- Las producciones suelen ambientarse en entornos académicos –colegio o instituto público o privado– así como en el hogar de apoyo para el desarrollo de las tramas, espacios tradicionales que habitan adolescentes en la vida real.[4]
- Los temas principales son la aceptación personal, el amor y la amistad, conflictos clásicos de la edad. En segundo plano, la preocupación por las expectativas laborales y/o profesionales y los conflictos familiares en una edad en la que los padres se configuran como un enemigo.[5]

A pesar de su carácter realista, series como Skam (2015) que incluye adaptaciones en diferentes países del mundo, adaptan su trama a su situación geográfica y a las necesidades y vivencias de su adolescente nacional, debido a que las preocupaciones del joven noruego no son las mismas que la del adolescente español representado en Skam: España (2018).

### Series juveniles aspiracionales
Con el paso de los años y el cambio del consumo, las series juveniles han comenzado a integrar ingredientes en su fórmula que escapan del ejemplo de adolescente tradicional en su búsqueda por conectar con los jóvenes. 
Como consecuencia, encontramos características propias del subgénero serial joven adulto o young adult (YA), anglicismo herencia de la literatura que mantiene el espectro de edad entre los 14 y 17 años, pero incluye temáticas fantásticas, sobrenaturales y distopías más allá de las realistas. Sus personajes siguen siendo adolescentes aunque la edad del espectador es subjetiva, pudiendo ser mayor o menor de esta franja.Si trasladamos esto a las series de televisión, encontramos series juveniles adultas como Teen Wolf (2011), The Vampire Diaries (2010), Riverdale (2017) o Euphoria (2019). En este tipo de ficciones los protagonistas continúan situándose en la etapa estudiantil, pero encontramos temáticas adultas o ficticias: 
- Las vidas tradicionales adolescentes son abruptamente interrumpidas por la llegada de un elemento extraordinario, de carácter sobrenatural, fantástico o de ciencia ficción.
- Los protagonistas juveniles asumen roles adultos aunque siguen siendo menores de edad, otorgándoles papeles clásicos de personajes mayores de edad.
- Los personajes son interpretados por un elenco actoral con una edad real alejada y superior a la edad ficticia de los protagonistas.
- El misterio se instaura como eje principal de las historias y los adolescentes resuelven el crimen o investigación pertinente.
- Se abordan temas tabúes que categóricamente están menos presentes en las series juveniles al uso, pero priman en los seriales jóvenes adultos (YA): el sexo, las drogas, la discriminación, el acoso o el suicidio son ejemplos de temas cotidianos en este subgénero.

En este marco se sitúa la serie española Élite, descrita por sus propios actores protagonistas como una serie aspiracional al intentar mostrar una adolescencia de ensueño que no casa con la realidad, pero no por ello deja de ser una ficción juvenil.

## Estructura de las series juveniles
Tradicionalmente se considera que una serie juvenil contempla una duración de entre 45 y 60 minutos debido a la herencia estadounidense de Sensación de vivir (1990), The OC (2003) o Crónicas Vampíricas (2010), pero las últimas tendencias demuestran la existencia de teen series de menor duración, debido al tipo de consumo de su público objetivo. Existen casos de éxito que sirven de ejemplo de esto como Skam (2015) y todas sus adaptaciones, o Red Flags (2024), en las que las duraciones quedan reducidas a 20 o 30 minutos.
La estructura dramática varia con los años, encontrando en las primeras ficciones juveniles una tendencia a resolver los conflictos en el mismo episodio, quedando el problema resuelto en cada entrega, pero en el siglo XXI se ha optado por aplazar la resolución y extenderla en el tiempo, proliferando las series juveniles de larga duración con grandes arcos argumentales.
A nivel de narrativa, las series sobre adolescentes comparten un esquema de desarrollo común, iniciando su recorrido en colegios o institutos, continuando en la universidad en casos concretos y ampliándose incluso a terrenos laborales en algunos casos. Como resultado, encontramos ficciones que abarcan cursos académicos enteros y otras que dan el salto a la siguiente etapa del adolescente.

## Teen seriesespañolas
La primera serie juvenil española que cumple con las características de teen serie es Verano Azul (1981), ficción española de carácter generalista que, aún buscando una audiencia familiar, estaba destinada al público joven.
En las siguientes décadas se han encontrado diferentes series juveniles que han ido consolidando ejemplos referentes para la sociedad española como Al salir de clase (1997), Compañeros (1998), Un paso adelante (2002), El internado (2007) o Física o química (2008).
El éxito del género ha impulsado a que diferentes plataformas de streaming creen sus propias teen series fuera del marco televisivo tradicional, encontrando éxitos internacionales como Élite (2018) o Merlí: Sapere Aude (2019), secuela de Merlí (2015). 

### La hibridación de las series realistas y aspiracionales en España
La mayoría de ficciones actuales son series juveniles aspiracionales al presentar en su mayoría elementos característicos de las series jóvenes adultas, pero actualmente producen ficciones realistas que intentan acercarse al adolescente desdibujado en los últimos años, siendo importante el caso de Red Flags (2023), enfocada en dar cabida a cuestiones importantes para los adolescentes como lo es la sexualidad. Se produce así una hibridación: series realistas que incluyen temas de las aspiracionales. Es cada vez más frecuente que los jóvenes mantengan una conversación social sobre cuestiones que demandan ser reflejados en series de televisión:
- La homofobia, bifobia o transfobia.
- La depredación sexual.
- El abuso escolar o de poder.
- La libre orientación sexual.
- El suicidio.
- El papel de las instituciones.